# Xylosma proctorii
Xylosma proctorii é uma espécie de planta da família Salicaceae. É endémica da Jamaica.